# Иля Муромец (водопад)
Вижте пояснителната страница за други значения на Иля Муромец.
Иля Муромец е водопад на полуостров Медвежий, остров Итуруп (Курилски острови, Сахалинска област Русия. Това е един от най-високите водопади в страната. Разположен е в близост до нос Иля Муромец. Носи името на руския богатир Иля Муромец. Образува се от ручей, извиращ от североизточния склон на планината Камуй. Водата се излива директно в океана. Височината му е 141 m. Водопадът се намира в изключително труднодостъпен район и е възможно да бъде разгледан единствено откъм океана.